# Gilbert Ames Bliss
Gilbert Ames Bliss (Chicago, 9 de maio de 1876 — Harvey, 8 de maio de 1951) foi um matemático estadunidense.
É conhecido especialmente por seu trabalho em cálculo variacional.

## Publicações
- 1933 Algebraic Functions
- 1944 Mathematics for Exterior Ballistics
- 1946 Lectures on the Calculus of Variations